# Contres (Loir-et-Cher)
Contres ist eine Ortschaft und eine Commune déléguée in der französischen Gemeinde Le Controis-en-Sologne mit 3632 Einwohnern (Stand: 1. Januar 2022) im Département Loir-et-Cher in der Region Centre-Val de Loire.
Die Gemeinde Contres wurde am 1. Januar 2019 mit Thenay, Fougères-sur-Bièvre, Feings und Ouchamps zur Commune nouvelle Le Controis-en-Sologne zusammengeschlossen. Sie gehörte zum Arrondissement Romorantin-Lanthenay und zum Kanton Montrichard

## Geographie
Contres liegt am Fluss Bièvre in der Landschaft Sologne. Umgeben wird Contres von den Nachbargemeinden Fresnes im Norden und Nordwesten, Cheverny im Norden und Nordosten, Fontaines-en-Sologne im Nordosten, Soings-en-Sologne im Osten, Sassay im Süden, Oisly und Choussy im Südwesten, Thenay im Westen und Südwesten sowie Feings im Nordwesten.
Durch die Commune déléguée führen die früheren Route nationale 156 und 675.

## Bevölkerungsentwicklung
| Jahr      | 1962 | 1968 | 1975 | 1982 | 1990 | 1999 | 2006 | 2017 |
| Einwohner | 2775 | 2828 | 2811 | 2923 | 2979 | 3268 | 3429 | 3737 |

## Sehenswürdigkeiten

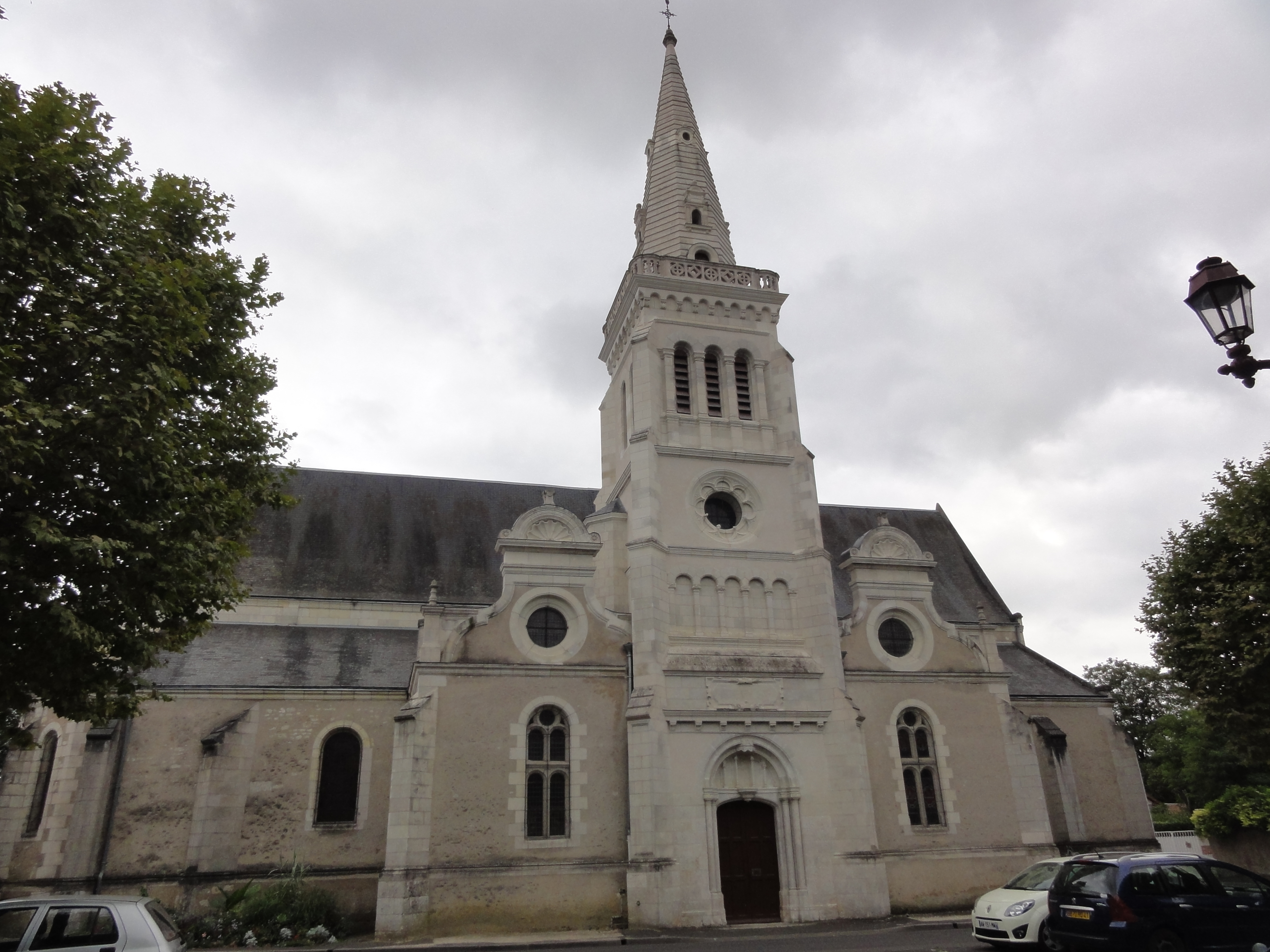
Kirche Saint-Cyr-et-Saint-Julitte

- Kirche Saint-Cyr-et-Saint-Julitte aus dem 16. Jahrhundert
- Abtei Saints-Corneille-et-Cyprien von Cornilly
- Schloss Gondelaine
- Schloss Pins
- Wald von Cheverny

## Persönlichkeiten
- Éloi Johanneau (1770–1851), Philologe und Antiquar
- Robert Mauger (1891–1958), Politiker und Résistant, Bürgermeister der Stadt
- Anne-Marie de Backer (1908–1987), Dichterin und Übersetzerin
- François Guin (* 1938), Flötist und Komponist